# Mieronice (gmina Wodzisław)
Mieronice – wieś sołecka w Polsce, położona w województwie świętokrzyskim, w powiecie jędrzejowskim, w gminie Wodzisław.
W latach 1975–1998 miejscowość należała administracyjnie do województwa kieleckiego.

## Integralne części wsi
| SIMC    | Nazwa           | Rodzaj     |
| ------- | --------------- | ---------- |
| 0279166 | Dwór            | część wsi  |
| 0279172 | Kościelna Górka | przysiółek |
| 0279189 | Wikle           | część wsi  |
| 0279195 | Zawodzie        | część wsi  |

## Nazwa
Miejscowość ma metrykę średniowieczną i istnieje co najmniej od XIII wieku. Słownik geograficzny Królestwa Polskiego wydany w latach 1880–1906 notuje starszą nazwę Mironice

## Historia

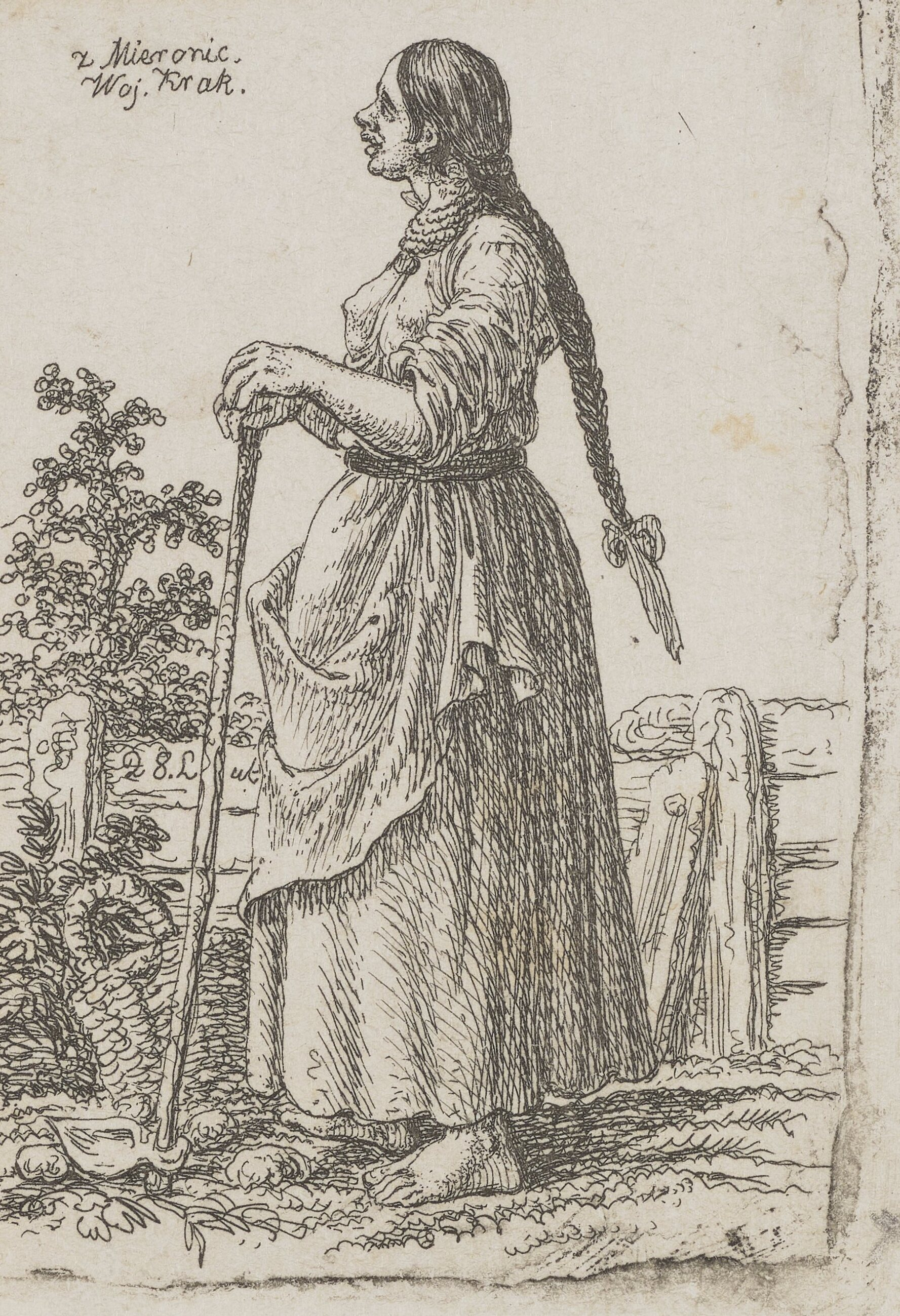
Kobieta z Mieronic - Kajetan Kielisiński

Wieś wspomniana w 1439, kiedy mieronicki dziedzic w miejsce starego drewnianego kościoła wzniósł nowy murowany.
Po rozbiorach Polski wieś znalazła się w zaborze rosyjskim. Miejscowość jako Mieronice, wieś leżącą w powiecie jędrzejowskim w gminie Wodzisław oraz w parafii Mieronice wymienia XIX wieczny Słownik geograficzny Królestwa Polskiego. W 1827 we wsi znajdowało się 21 domów zamieszkanych przez 210 mieszkańców. Cała parafia liczyła 1114 mieszkańców.
W 1808 w miejscowości urodził się Kajetan Kielisiński polski grafik i rysownik oraz bibliotekarz.

## Zabytki
- kościół parafialny pw. św. Jakuba Starszego powstały w II poł. XIII w., odnotowany w wykazach świętopietrza z 1326, rozbudowany w XV w., z freskami na ścianach prezbiterium, powstałymi prawdopodobnie w XIV w., przedstawiającymi sceny biblijne i apokryficzne: Pojmanie Chrystusa, Chrystus niosący krzyż wśród żołnierzy; Panny mądre i głupie, Ukrzyżowanie oraz Narodzenie i Pokłon pasterzy i inne. W nawie polichromia renesansowa. Czasowo użytkowany jako zbór ariański (ok. 1570). W kaplicy cudowny obraz Matki Boskiej Mieronickiej, koronowany w 1937. W latach 1976–1984 przeprowadzono prace konserwatorskie.
- drewniana dzwonnica prawdopodobnie z XVIII w., dzwon z napisem minuskułowym, gotyckim w. XV–XVII

Kościół oraz dzwonnica zostały wpisany do rejestru zabytków nieruchomych (nr rej.: A.163/1-2 z 4.12.1956 i z 11.02.1967).
- cmentarz z nagrobkami lokalnych rodzin ziemiańskich z XIX w. m.in. Bacciorellich, Mejerów, Kisielewskich